# Экономика Уругвая
Уругвай — одна из наиболее развитых в экономическом отношении стран в Латинской Америке. Однако, для уругвайской экономики характерно постоянное сочетание подъемов и спадов, резкие скачки инфляции. В Уругвае наиболее равномерно в Латинской Америке распределяются доходы, потому часто Уругвай называют «латиноамериканской Швейцарией». Согласно данным Всемирного банка, Уругвай относится к категории стран с высоким уровнем доходов. По состоянию на 1 января 2021 года минимальный размер оплаты труда в Уругвае является вторым самым высоким в Южной Америки после Чили (326 500 песо ($463,58), в Уругвае 17 930 песо ($423,51)) и третьим самым высоким в Латинской Америке, после Коста-Рики и Чили (в Коста-Рике ₡317 915,58 ($519,51), в Чили 326 500 песо ($463,58)). С 1 января 2022 года минимальный размер оплаты труда составляет $U19 364 ($434,14). С 1 января 2023 минимальный размер оплаты труда составляет $U21 106 ($532,57). С 1 января 2024 минимальный размер оплаты труда составляет $U22 268 ($574,51).

## Статистика
В следующей таблице показаны основные экономические показатели с 1980 года
| Год  | ВВП (ППС) (в млрд. Долл. США) | ВВП на душу населения (ППС) (в долл. США) | Рост ВВП (реальный) | Уровень инфляции (в процентах) | Безработица (в процентах) | Государственный долг (в процентах от ВВП) |
| ---- | ----------------------------- | ----------------------------------------- | ------------------- | ------------------------------ | ------------------------- | ----------------------------------------- |
| 1980 | 12.46                         | 4,240                                     | 6.0 %               | 63.5 %                         | …                         | …                                         |
| 1985 | 14.41                         | 4,749                                     | 1.5 %               | 72.2 %                         | 13.1 %                    | …                                         |
| 1990 | 20.33                         | 6,511                                     | 0.3 %               | 112.5 %                        | 8.5 %                     | …                                         |
| 1995 | 27.81                         | 8,616                                     | −1.4 %              | 42.2 %                         | 10.3 %                    | …                                         |
| 2000 | 33.33                         | 9,952                                     | −1.8 %              | 4.8 %                          | 13.4 %                    | …                                         |
| 2005 | 38.42                         | 11,461                                    | 6.8 %               | 4.7 %                          | 12.1 %                    | 84 %                                      |
| 2006 | 41.23                         | 12,277                                    | 4.1 %               | 6.4 %                          | 10.8 %                    | 76 %                                      |
| 2007 | 45.09                         | 13,425                                    | 6.5 %               | 8.1 %                          | 9.4 %                     | 68 %                                      |
| 2008 | 49.28                         | 14,652                                    | 7.2 %               | 7.9 %                          | 7.9 %                     | 60 %                                      |
| 2009 | 51.76                         | 15,321                                    | 4.2 %               | 7.1 %                          | 7.8 %                     | 63 %                                      |
| 2010 | 56.48                         | 16,627                                    | 7.8 %               | 7.0 %                          | 7.0 %                     | 59 %                                      |
| 2011 | 60.62                         | 17,763                                    | 5.2 %               | 8.1 %                          | 6.4 %                     | 58 %                                      |
| 2012 | 63.92                         | 18,655                                    | 3.5 %               | 8.1 %                          | 6.3 %                     | 58 %                                      |
| 2013 | 67.96                         | 19,756                                    | 4.6 %               | 8.6 %                          | 6.5 %                     | 60 %                                      |
| 2014 | 71.42                         | 20,681                                    | 3.2 %               | 8.9 %                          | 6.6 %                     | 61 %                                      |
| 2015 | 72.47                         | 20,902                                    | 0.4 %               | 8.7 %                          | 7.5 %                     | 65 %                                      |
| 2016 | 74.45                         | 21,395                                    | 1.5 %               | 9.6 %                          | 7.9 %                     | 62 %                                      |
| 2017 | 78.15                         | 22,371                                    | 3.1 %               | 6.2 %                          | 7.4 %                     | 66 %                                      |
| 2018 | 76.23                         | 22,100                                    | 1.6 %               | 5.6 %                          | 8.3 %                     | …                                         |
| 2019 | 77.73                         | 22,455                                    | 0.2 %               | 7.7 %                          | 8.7 %                     | …                                         |

### Коррупция
| 89 и выше 80—89 70—79 60—69 50—59 40—49 | 30—39 20—29 10—19 10 и меньше Нет данных |

Индекс восприятия коррупции в разных странах мира по данным Transparency International в 2022 году.

По состоянию на 2022 год Уругвай согласно индексу восприятия коррупции имеет самый низкий уровень коррупции среди стран Латинской Америки и занимает 16-е место в мире, сразу после Эстонии и на одну позицию выше Канады.

## Сельское хозяйство
Ведущими отраслями сельского хозяйства Уругвая являются земледелие и животноводство. В 2002 году в стране насчитывалось 11,7 млн голов крупного рогатого скота, 11,2 млн овец, произведено 48,6 тыс. тонн шерсти. Из продовольственных культур выращиваются пшеница, рис, овес, рожь, ячмень, из технических — хлопчатник и сахарный тростник.

## Промышленность
В промышленности занято 14 % рабочей силы (2010). Многие отрасли промышленности, такие как нефтеперерабатывающая и пищевая, в основном находятся в руках государства. В 90-х годах была принята программа по приватизации ряда отраслей, однако фактически из всех государственных компаний в частные руки перешёл лишь международный аэропорт Карраско. Другие же государственные компании, даже несмотря на то, что часть из них работает уже в третичном секторе экономики (например, телекоммуникационная компания ANTEL), остались в руках государства. Рост промышленного производства в 2015 году оценивался в 3,3 %.

## Энергетика
В 2019 году в соответствии с данными UNdata и EEC EAEC. Производство органического топлива — 3212 тыс. тут. Общая поставка — 6346 тыс. тут. На преобразование на электростанциях и отопительных установках израсходовано 113 тыс. тут или 1,8 % от общей поставки. Установленная мощность — нетто электростанций — 4920 МВт, в том числе: тепловые электростанции, сжигающие органическое топливо (ТЭС) — 32,8 % , возобновляемые источники энергии (ВИЭ) — 67,2 %. Производство электроэнергии-брутто — 16 090 млн. кВт∙ч, в том числе: ТЭС — 17,4 % , ВИЭ — 82,6 % . Конечное потребление электроэнергии — 11 321 млн. кВт∙ч, из которого: промышленность — 32,0 %, бытовые потребители — 38,8 %, коммерческий сектор и предприятия общего пользования — 26,8 %, сельское, лесное хозяйство и рыболовство — 2,4 %. Показатели энергетической эффективности за 2019 год: душевое потребление валового внутреннего продукта по паритету покупательной способности (в номинальных ценах) — 23 617 долларов, душевое (валовое) потребление электроэнергии — 3217 кВт∙ч, душевое потребление электроэнергии населением — 1247 кВт∙ч. Число часов использования установленной мощности-нетто электростанций — 3181 часов

## Транспорт
Автодороги:
- всего — 77 732 км (2010)[3]
  - с твердым покрытием — 7743 км
  - без твердого покрытия — 69 989 км

Железные дороги:
- всего — 1641 км (2014)[3]

Аэропорты:
- всего — 133 (2013)[3], в том числе
  - с твердым покрытием — 11
  - без твердого покрытия — 122

Водный транспорт:
- всего судов — 16, в том числе
  - балкеры — 1
  - сухогрузы — 2
  - химический танкер — 3
  - пассажирские суда — 6
  - нефтяной танкер — 3
  - roll on/roll off — 1

## Торговля
- Экспорт: 16,4 млрд долларов (2018)
- Статьи экспорта: мясо, рис, древесина, молочные продукты, шерсть, пшеница.
- Импорт: 12,9 млрд долларов (2018)
- Статьи импорта: автомобили, машинное оборудование, мобильные телефоны, машинное оборудование для тяжелой промышленности, сырая нефть.

## Финансовая деятельность
Крупнейшим банком страны является Банк Восточной Республики Уругвай, в прошлом (до 1967 года) он выполнял роль центрального банка страны, обладает самой разветвлённой сетью филиалов. В 1967 году создан Центральный банк Уругвая, обладающий правом эмиссии. Существуют также специализированные банки: Ипотечный банк Уругвая и Кредитный банк Уругвая. В столице страны действует одна из старейших в Латинской Америке фондовая биржа Монтевидео.

## Доходы населения

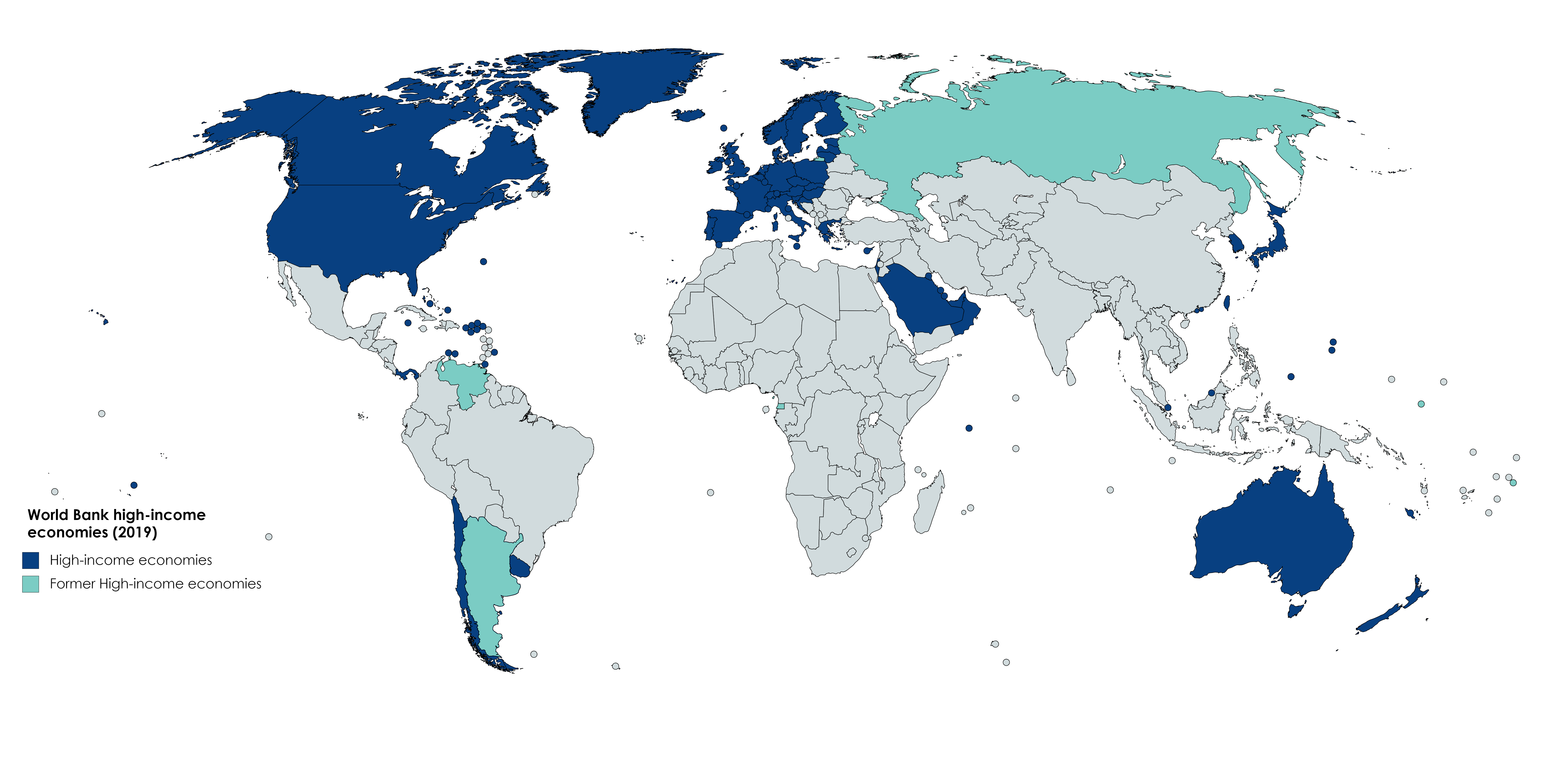
Страны с высоким уровнем доходов по состоянию на 2023 год. Тёмно-синим выделены страны с высоким уровнем доходов. Голубым выделены бывшие страны с высоким уровнем доходов.

Согласно данным Всемирного банка, Уругвай относится к категории стран с высоким уровнем доходов. Минимальный размер оплаты труда в Уругвае один из самых высоких в Латинской Америке. Минимальный размер оплаты труда вырос на 10 % в номинальном выражении 1 января 2017 года и на 9,5 % 1 января 2018 года и составил $U13430 ($416.06). Минимальный размер оплаты труда вырос на 55,5 % с 2005 года. С 1 января 2019 года минимальный размер оплаты труда вырос с $U13430 ($416.06) до $U15000 ($461.70). С 1 января 2020 года минимальный размер оплаты труда составляет $U16300 ($438.47). $423,33 С 1 января 2021 года минимальный размер оплаты труда составляет $U17930 ($423.51). По состоянию на 1 января 2021 года минимальный размер оплаты труда в Уругвае является вторым самым высоким в Южной Америки после Чили (326500 песо ($463.58), в Уругвае 17930 песо ($423.51)) и третьим самым высоким в Латинской Америке, после Коста-Рики и Чили (в Коста-Рике ₡317915.58 ($519.51), в Чили 326500 песо ($463.58)). С 1 января 2022 года минимальный размер оплаты труда составляет $U19364 ($434.14). С 1 января 2023 минимальный размер оплаты труда составляет $U21106 ($532.57). С 1 января 2024 минимальный размер оплаты труда составляет $U22268 ($574.51).